# New Richland
New Richland ist eine Kleinstadt (mit dem Status „City“) im Waseca County im US-amerikanischen Bundesstaat Minnesota. Das U.S. Census Bureau hat bei der Volkszählung 2020 eine Einwohnerzahl von 1.229 ermittelt.

## Geografie
New Richland liegt im Süden Minnesotas auf 43°53′40″ nördlicher Breite und 93°29′40″ westlicher Länge. Der Ort erstreckt sich über eine Fläche von 1,58 km².
Benachbarte Orte von New Richland sind Waseca (21,7 km nördlich), Ellendale (16,4 km östlich), Clarks Grove (29,9 km südöstlich), Hartland (11,1 km südlich), Freeborn (19,7 km südsüdwestlich) und Waldorf (21,7 km westnordwestlich).
Die nächstgelegenen größeren Städte sind Minneapolis (137 km nördlich), Minnesotas Hauptstadt Saint Paul (142 km nordnordöstlich), Rochester (103 km östlich), Cedar Rapids in Iowa (312 km südöstlich), Iowas Hauptstadt Des Moines (276 km südlich), Omaha in Nebraska (486 km südwestlich), Sioux Falls in South Dakota (294 km westlich) und Fargo in North Dakota (510 km nordwestlich).

## Verkehr
Am östlichen Stadtrand von New Richland kreuzt die in Nord-Süd-Richtung verlaufende Minnesota State Route 13 die von West nach Ost führende Minnesota State Route 30. Alle weiteren Straßen sind untergeordnete Landstraßen, teils unbefestigte Fahrwege sowie innerörtliche Verbindungsstraßen.
Parallel zur MN 13 verläuft eine Eisenbahnstrecke der Dakota, Minnesota and Eastern Railroad durch das Stadtzentrum von New Richland.
Mit dem Waseca Municipal Airport befindet sich 26,1 km nördlich ein kleiner Flugplatz. Der nächste größere Flughafen ist der Minneapolis-Saint Paul International Airport (138 km nördlich).

## Demografische Daten
Nach der Volkszählung im Jahr 2010 lebten in New Richland 1203 Menschen in 487 Haushalten. Die Bevölkerungsdichte betrug 761,4 Einwohner pro Quadratkilometer. In den 487 Haushalten lebten statistisch je 2,35 Personen.
Ethnisch betrachtet setzte sich die Bevölkerung zusammen aus 97,1 Prozent Weißen, 1,0 Prozent Afroamerikanern, 0,1 Prozent amerikanischen Ureinwohnern, 0,2 Prozent Asiaten sowie 1,1 Prozent aus anderen ethnischen Gruppen; 0,5 Prozent stammten von zwei oder mehr Ethnien ab. Unabhängig von der ethnischen Zugehörigkeit waren 3,4 Prozent der Bevölkerung spanischer oder lateinamerikanischer Abstammung.
24,3 Prozent der Bevölkerung waren unter 18 Jahre alt, 53,9 Prozent waren zwischen 18 und 64 und 21,8 Prozent waren 65 Jahre oder älter. 51,0 Prozent der Bevölkerung war weiblich.

Das mittlere jährliche Einkommen eines Haushalts lag bei 47.083 USD. Das Pro-Kopf-Einkommen betrug 22.514 USD. 7,4 Prozent der Einwohner lebten unterhalb der Armutsgrenze.